# Ferdinand von Arnim
Ferdinand von Arnim (15. září 1814 v Trzebiatowie (něm. Treptow an der Rega) – 23. března 1866 v Berlíně) byl německý architekt a malíř akvarelů. Žák významného německého architekta Karla Friedricha Schinkela, pracoval převážně v Berlíně a v Postupimi.
V letech 1833–1838 navštěvoval berlínskou Königlichen Bauschule (Královskou stavební školu) vzdělávající architekty. Roku 1839 se stal členem berlínského Spolku architektů a od roku 1840 pracoval jako stavbyvedoucí na stavbách Ludwiga Persiuse. Stavebním inspektorem (Bauinspektor) se stal v roce 1844 a roku 1845 byl jmenován členem Schlossbaukommission, sboru odborníků pro údržbu císařských zámků. Kromě toho působil jako architekt prince Karla Pruského.
Od roku 1846 byl učitelem a od roku 1857 profesorem na Bauakademii v Berlíně. Dvorním stavitelem se stal roku 1848 a v letech 1855–1863 pracoval také pro knížete Hermanna von Pückler-Muskau v jeho parku v Branitz (dolnoluž. Rogeńc) nedaleko Chotěbuzi. Zemřel v roce 1866 a je pochován na hřbitově v Postupimi blízko hrobu Ludwiga Persiuse.

## Stavby
- 1841–1844, Spolupráce na Heilandskirche v Postupimi – Sacrow pod vedením Ludwiga Persiuse.
- 1845–1848, Friedenskirche v Postupimi spolu s Ludwigem Ferdinandem Hesse podle plánů Ludwiga Persiuse a Friedricha Augusta Stülera.
- 1846, Normanská věž na Ruinenbergu podle plánů Ludwiga Persiuse.
- 1848, Klasicistní vila generálmajora von Haacke; Postupim, Jägerallee 1.
- 1850, Klosterhof na zámku Glienicke (Berlin-Wannsee).
- 1859/60, Pozdně klasicistní Vila Arnim, Postupim, Weinbergstraße 20.
- 1860/61 Vila Arndt, Friedrich-Ebert-Str. 63, Postupim.
- 1860, Novogotická přestavba zámku rodiny von Briest v Nennhausen u Rathenowa.
- 1860–1861, Přestavba loveckého zámečku v Glienicke.
- 1863/67, Švýcarské domky v Klein Glienicke. Dochovaly se čtyři domky z deseti postavených.
- 1864–1868, novogotický zámecký kostel v Kröchlendorffu (Ukerská marka).

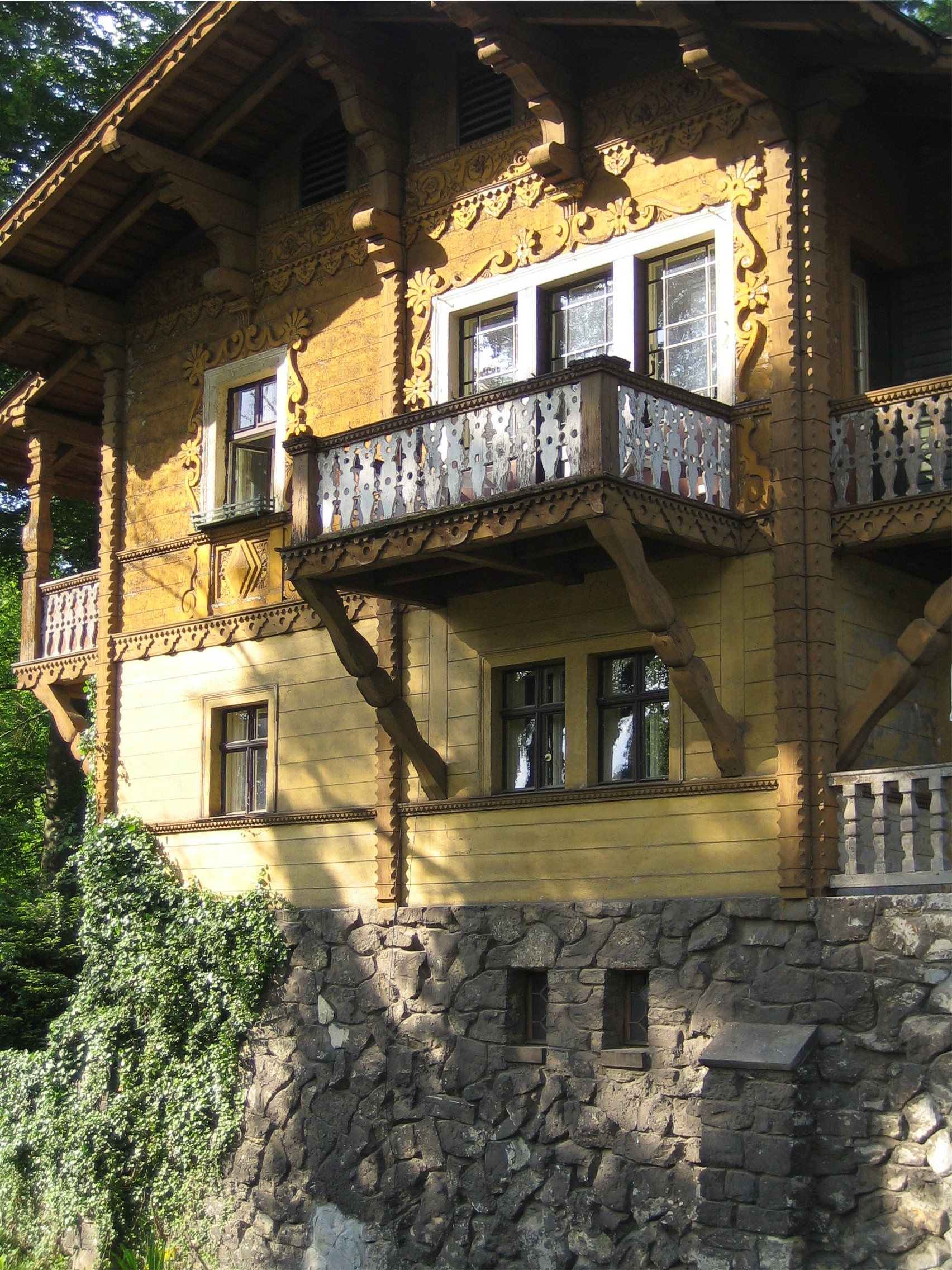
Švýcarský domek Schweizerhaus v Klein Glienicke
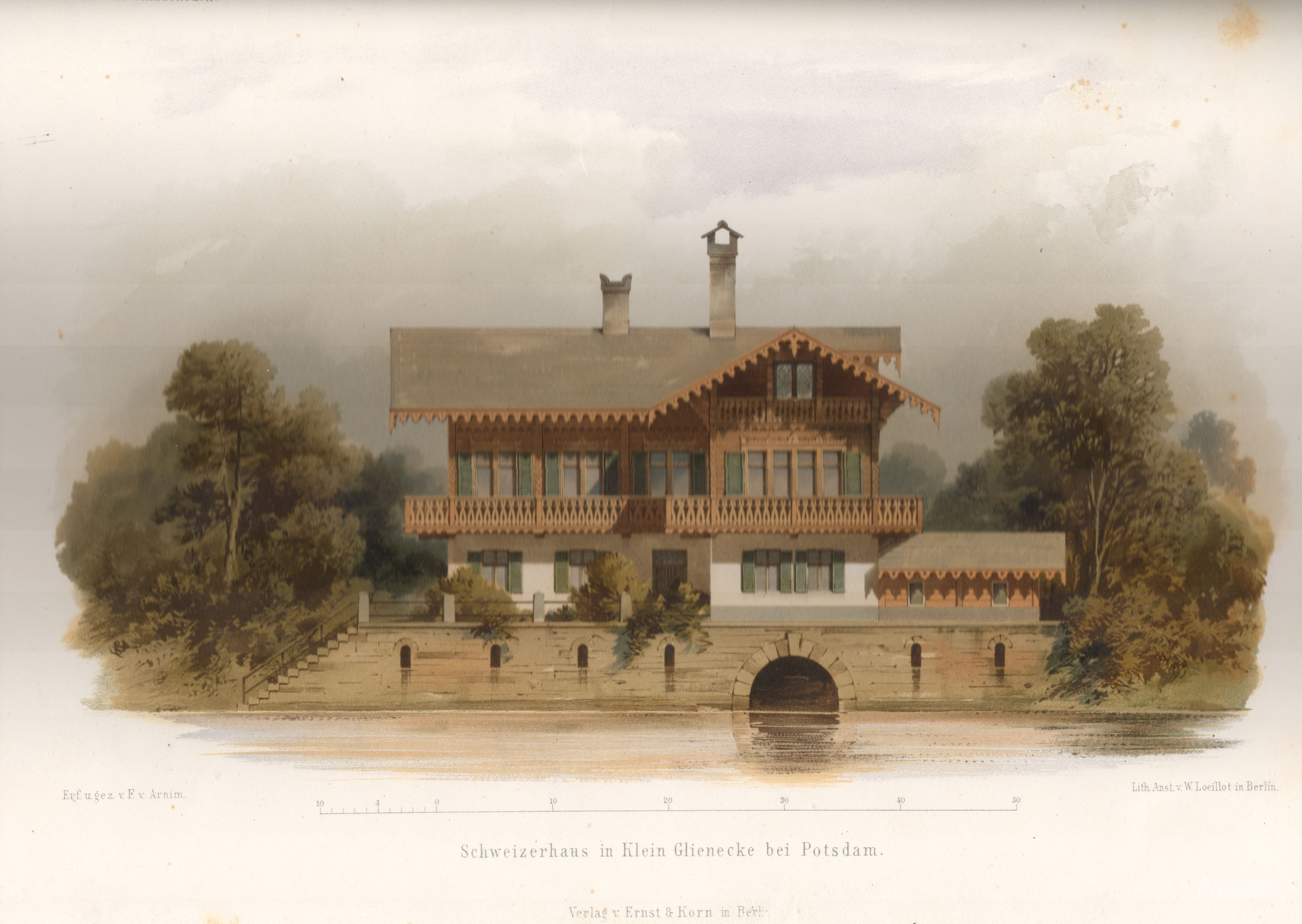
Jeden z deseti „švýcarských“ domků navržených a postavených Ferdinandem von Arnim v Klein Glienicke, (z Architektonisches Skizzenbuch
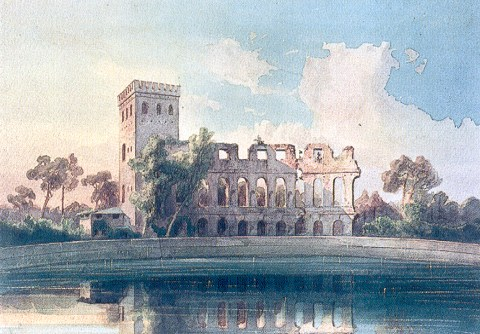
Normanská věž a divadelní stěna Adalbert Lompeck, akvarel 1855
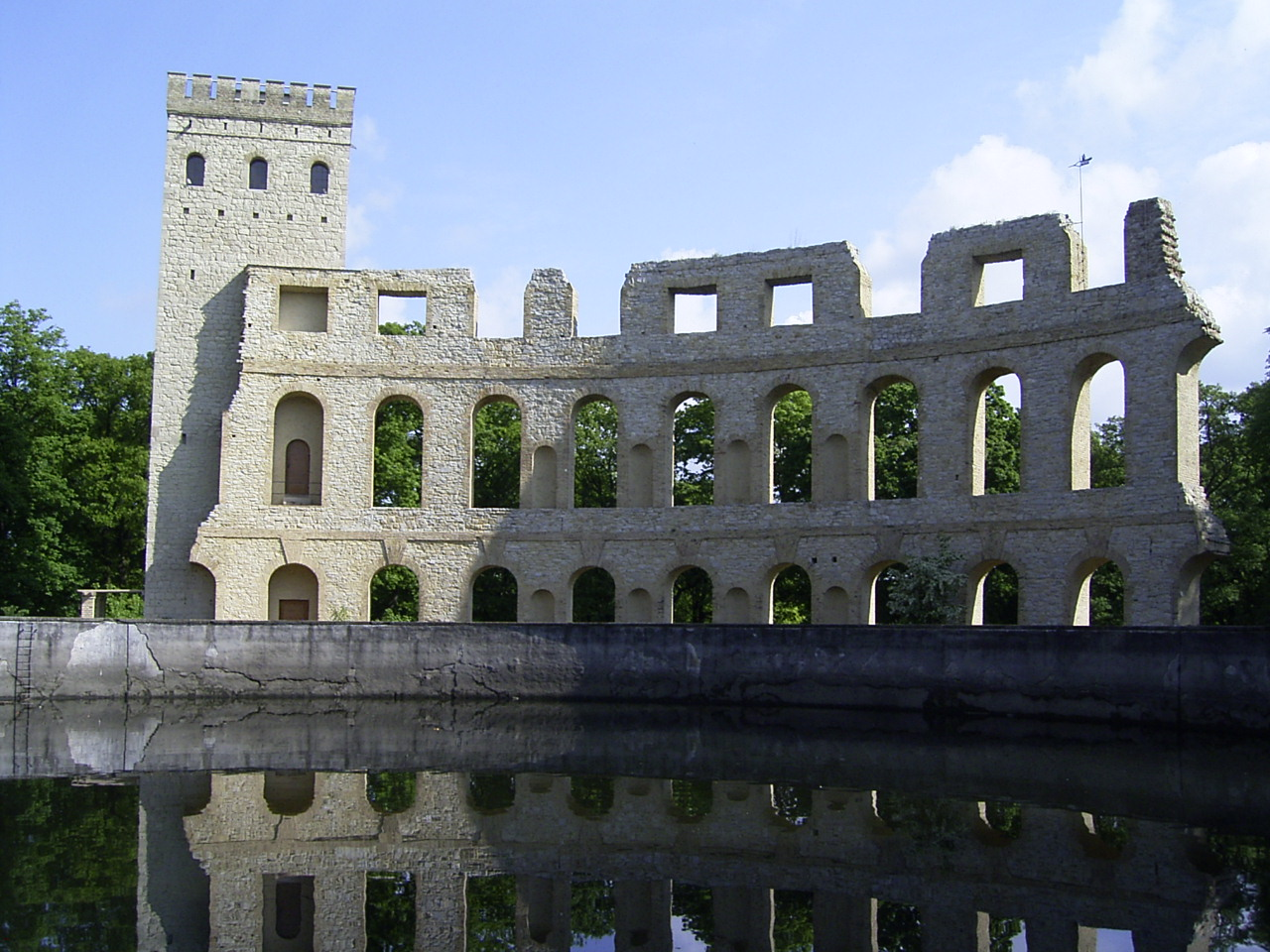
Normanská věž a divadelní stěna v současnosti